# ハルワルド・ハーネボル
ハルワルド・ハーネボル（Halvard Hanevold、1969年12月3日 - 2019年9月3日）は、ノルウェー、エストフォル県アスキム生まれのバイアスロン選手。1998年長野オリンピック、2002年ソルトレークシティオリンピック、2010年バンクーバーオリンピックの金メダリスト。2006年のトリノオリンピックでは10kmスプリントで銀メダル、20km個人で銅メダルを獲得した。2010年のバンクーバーオリンピックではリレーで金メダル。バイアスロン世界選手権では個人で3個、リレーで2個の金メダルを獲得、バイアスロン・ワールドカップでは個人で9回、リレーで23回の優勝を経験している。過去の最高順位は1997-98シーズン、2003-04シーズンの4位。